# Давыдов, Эдуард Маликович
Эдуард Маликович Давыдов (род. 10 июля 1984, Нальчик) — российский менеджер, генеральный директор АО «Башкирская содовая компания» и АО «Березниковский содовый завод». На октябрь 2023 года также является генеральным директором химического холдинга «Росхим», который имеет девять заводов в пяти российских регионах. Выручка группы компаний за 2022 год составила 11,1 млрд рублей.

## Биография
Родился 10 июля 1984 в Нальчике.
Окончил школу с золотой медалью.

## Карьера
В сентябре 2021 года вошёл в состав правительства Башкортостана.
В 2005 году окончил Российский химико-технологический университет имени Д. И. Менделеева по специальности «Химическая технология и биотехнология». В 2010 году — Российскую академию народного хозяйства и государственной службы при Президенте РФ по специальности «Экономика».
Работать начал во время учёбы в университете. Первым местом работы Эдуарда Давыдова стал один из универсамов торговой сети «Пятерочка», куда он устроился бухгалтером-экономистом.
С 2005 года по 2012 год занимал руководящие должности на предприятиях химической промышленности Российской Федерации. Работал менеджером ООО «Макполимер»; заместителем начальника отдела внешнеэкономической деятельности ЗАО «Химлекс»; директором по экономике и развитию ООО «ПолиХимГрупп»; руководителем отдела продаж ЗАО «Энергоинвест»; менеджером по продажам департамента продаж ЗАО «Препрег-СКМ». С 2012 года возглавлял коммерческий отдел ОАО «ЕТК».
С 2013 года работает в Башкирской содовой компании. В начале был назначен на должность заместителя генерального директора по снабжению и продажам. Благодаря действиям Давыдова прибыль компании от продаж увеличилась с 5,2 млрд рублей в 2013 до 14,3 млрд в 2016.
В 2014 году Давыдову поручили курировать экологическую политику предприятия. По его инициативе на производстве «Сода» заменили колонное оборудование, что помогло снизить объём выбросов в атмосферу и реку Белую.
В декабре 2017 года назначен первым заместителем генерального директора.
С 1 июля 2019 года занимает пост генерального директора АО «Башкирская содовая компания» и АО «Березниковский содовый завод». Вследствие решений, принятых Эдуардом Давыдовым на этих постах, чистая прибыль БСК увеличилась с 10,8 млрд рублей в 2017 году до 13,1 в 2020-м. Кроме того, в 2020 году БСК достигла максимальных объёмов производства за последние 20 лет.
Способствовал техническому перевооружению компании. По инициативе Давыдова установлены станции контроля атмосферного воздуха, которые отслеживают содержание в нём веществ от производств «Каустика» и «Соды».
1 апреля 2022 года Эдуард Давыдов предложил передать акции Башкирской содовой компании в доверительное управление компании «Русский водород». В апреле 2023 года президент подписал соответствующий указ. 2 августа 2023 года компания была переименована в «Росхим». На октябрь 2023 Давыдов года также является генеральным директором химического холдинга «Росхим», который имеет девять заводов в пяти российских регионах, в том числе Стерлитамакский нефтехимический завод, «Синтез-Каучук», «Березниковский содовый завод», «Башкирская содовая компания», Крымский титан, Донбиотех. Выручка группы компаний за 2022 год составила 11,1 млрд рублей.

## Семья
Отец — ученый-химик, работал в лаборатории Кабардино-Балкарского государственного университета. Мать — медсестра в поликлинике.
Женат, воспитывает четверых детей.

## Ссылка
- Интервью Э. Давыдова, главы холдинга АО «Росхим», изданию ФедералПресс, 28 мая 2024 года